# Hydropsyche noonadanae
Hydropsyche noonadanae là một loài Trichoptera trong họ Hydropsychidae. Chúng phân bố ở miền Australasia.